# 394

394(삼백구십사)는 393보다 크고 395보다 작은 자연수다.

## 수학
- 합성수로, 그 약수는 1, 2, 197, 394다. 진약수의 합은 200이므로, 394는 부족수다.
  - 124번째 반소수다. 앞의 반소수는 393, 다음 반소수는 395다.
- {\displaystyle 394=13^{2}+15^{2}}
  - 연속하는 두 홀수의 제곱합으로 나타낼 수 있으며, 이 성질을 지닌 앞의 수는 290, 다음 수는 514다.
- {\displaystyle 19^{14}-1}은 394로 나누어떨어진다.

## 과학·기술
- NGC 394(영어판): 물고기자리 방향에 있는 렌즈형은하.
- 394 아르두이나(영어판): 소행성.
- 코스모스 394호(영어판): 소련의 인공위성.

## 교통
- 주간고속도로 제394호선(영어판): 미국의 주간고속도로.
- 일본 394번 국도(일본어판): 아오모리현 무쓰시에서 히로사키시까지 이어지는 일본의 국도.

## 군사
- U-394(영어판, 독일어판): 제2차 세계 대전에 사용된 나치 독일의 군용 잠수함.

## 문화유산
- 대한민국의 보물 제394호: 나주향교 대성전
- 대한민국의 사적 제394호: 양양 오산리 유적

## 기타
- 연도: 394년, 기원전 394년